# Liste der Bürgermeister von Bassum
Die Liste der Bürgermeister von Bassum, einer Stadt im Landkreis Diepholz in Niedersachsen, ist noch nicht vollständig. Bis 1996 gab es in Bassum einen hauptamtlichen Stadtdirektor und einen ehrenamtlichen Bürgermeister, seit 1996 gibt es einen direkt gewählten hauptamtlichen Bürgermeister.

## Liste der Bürgermeister von Bassum
| Flecken Bassum (1896–1929) | Flecken Bassum (1896–1929) | Flecken Bassum (1896–1929)  | Flecken Bassum (1896–1929) | Flecken Bassum (1896–1929)                                                         |
| Amtszeit                   | Amtszeit                   | Name                        | Partei                     | Bemerkung                                                                          |
| -------------------------- | -------------------------- | --------------------------- | -------------------------- | ---------------------------------------------------------------------------------- |
| 1896                       | 1901                       | Stiftsrenteimeister Lienhop |                            | Erster Bürgermeister nach Zusammenlegung der Flecken Bassum, Loge und Freudenberg. |
| 1901                       | 1906                       | Wilhelm Schweers            |                            |                                                                                    |
| 1906                       | 1908                       | Theodor Schrader            |                            |                                                                                    |
| 1908                       | 1914                       | Paul Ernesti                |                            |                                                                                    |
| 1914                       | 1929                       | Alfred Ehrig                |                            |                                                                                    |
| Stadt Bassum (1929–1974)   |                            |                             |                            |                                                                                    |
| Amtszeit                   | Amtszeit                   | Name                        | Partei                     | Bemerkung                                                                          |
| 16. November 1929          | 1932                       | Alfred Ehrig                |                            | Amtsenthebungsverfahren im August 1930 wegen Nähe zur NSDAP.                       |
| 1. September 1932          | 26. Januar 1934            | Johann Brems                |                            |                                                                                    |
| 27. Januar 1934            | 1945                       | Alfred Lange                |                            |                                                                                    |
| 11. Juli 1945              | 20. September 1945         | Heinrich Keunecke           |                            |                                                                                    |
| 21. September 1945         | 9. Januar 1946             | Otto Mallow                 |                            |                                                                                    |
| 10. Januar 1946            | 5. Dezember 1948           | Wilhelm Lorenz              | unabhängig                 |                                                                                    |
| 6. Dezember 1948           | 28. November 1952          | Heinrich Rathkamp           | SPD                        |                                                                                    |
| 29. November 1952          | 8. August 1958             | Hermann Dierks              | DP                         | Ausgeschieden durch Amtsniederlegung                                               |
| 9. August 1958             | 21. September 1958         | Fritz Girbig                | BHE                        | kommissarisch                                                                      |
| 22. September 1958         | † 13. März 1968            | Hermann Schröder            | DP                         |                                                                                    |
| 14. März 1968              | 31. März 1968              | Heinrich Windhorst          | SPD                        | kommissarisch                                                                      |
| 1. April 1968              | 26. November 1972          | Hermann Steinecke           | CDU                        |                                                                                    |
| 27. November 1972          | 1974                       | Reinhard Bernard            | CDU                        |                                                                                    |
| Stadt Bassum (seit 1974)   |                            |                             |                            |                                                                                    |
| Amtszeit                   | Amtszeit                   | Name                        | Partei                     | Bemerkung                                                                          |
| 1974                       | 29. Mai 1988               | Reinhard Bernard            | CDU                        |                                                                                    |
| 1988                       | 1996                       | Helmut Zurmühlen            | CDU                        | Letzter ehrenamtlicher, vom Stadtrat gewählter, Bürgermeister.                     |
| 1. Februar 1996            | 31. Oktober 2001           | Gerd Stötzel                | parteilos                  | Zuvor Stadtdirektor. Erster hauptamtlicher Bürgermeister seit 1946.                |
| 1. November 2001           | 31. Oktober 2014           | Wilhelm Bäker               | parteilos                  | Zuvor Kämmerer der Stadt Bassum                                                    |
| 1. November 2014           | amtierend                  | Christian Porsch            | Bürger-Block               | Zuvor Ratsmitglied.                                                                |

## Liste der Stadtdirektoren von Bassum (bis 1996)
| Amtszeit                                                  | Amtszeit | Name                                   | Partei    | Bemerkung                         |
| --------------------------------------------------------- | -------- | -------------------------------------- | --------- | --------------------------------- |
| 1946                                                      |          | Fritz Bielefeld                        |           |                                   |
| 1. Juli 1946                                              | 1948     | Hermann Bremer                         |           |                                   |
| 1948                                                      | 1968     | Wilhelm Lülker                         |           |                                   |
| 1965                                                      | 1968     | Alfred Lettmann (Samtgemeindedirektor) |           |                                   |
| 1968                                                      | 1972     | Wilhelm Lülker (Samtgemeindedirektor)  |           |                                   |
| 1972                                                      | 1986     | Wilhelm Krüger (Samtgemeindedirektor)  |           |                                   |
| 1986                                                      | 1992     | Horst Wittern                          |           |                                   |
| 1992                                                      | 1996     | Gerd Stötzel                           | parteilos | Danach zum Bürgermeister gewählt. |
| 1996 lief das Amt des Stadtdirektors in Niedersachsen aus |          |                                        |           |                                   |

## Liste der Ersten Stadträte von Bassum
Bis zum Herbst 2007 war ein Beamter der Stadt Bassum allgemeiner Vertreter des Bürgermeisters. 2007 wurde die Stelle des Ersten Stadtrates erstmals ausgeschrieben.
| Amtszeit        | Amtszeit         | Name                 | Partei    | Bemerkung |
| --------------- | ---------------- | -------------------- | --------- | --- |
| 1. Januar 2008  | 31. Oktober 2014 | Bernadette Nadermann | parteilos | Kandidatin bei der Bürgermeisterwahl 2014. Zum 1. November 2014 als Erste Stadträtin in Rotenburg (Wümme) gewählt. |
| 1. Februar 2015 | 31. März 2022    | Norbert Lyko         | CDU       | |
| 1. April 2022   | amtierend        | Karsten Bödeker      | SPD       | |